# 녹훈도감 선사어선 연회도
녹훈도감 선사어선 연회도(錄勳都監 宣賜御膳 宴會圖)는 서울특별시 종로구에 있는 조선시대의 연회도이다. 2002년 8월 16일 서울특별시의 유형문화재 제150호로 지정되었다.

## 개요
이 그림은 契會圖의 일종으로 1613년(광해군 5년) 광해군이 총 170명의 衛聖․翼社․定運․亨難功臣을 지정할 때 그 준비를 위한 임시관청으로 설치한 錄勳都監의 관원들에게 노고를 위로하기 위해 내린 賜宴의 모습을 그린 그림이다. 주로 적색과 녹색 위주로 設彩되고 비교적 힘이 들어간 날카로운 필치로 그려졌다.
이 그림은 크게 세 부분, 즉 ‘錄勳都監宣賜御膳宴會圖’라고 篆書體로 쓰여진 제목, 연회 그림, 白沙 李恒福(1556～1618)의 칠언율시로 된 畵讚 등으로 구성되어 있다.
이 그림은 모임의 모습보다 산수배경에 비중이 두어졌던 동 시기 契會圖와는 달리 建物과 契會의 모습 자체를 화면에 크게 부각시킨 구성을 취하고 있다는 점에서 그 특색을 찾아 볼 수 있다. 그림을 보면 都監의 관원들이 品階에 따라 위치와 선후를 달리하여 자리잡은 것을 알 수 있다. 건물 북벽에 堂上으로 보이는 세 명의 인물이 앉아 있고, 동쪽에 한 명, 서쪽에 다섯 명의 인물이 獨床을 받고 앉아 있다. 남쪽에도 오른쪽으로부터 두 명, 세 명, 다섯 명의 인물이 位次에 따라 조금씩 뒤로 물러나 앉아 있다. 현재 이 그림과 관련된 錄勳都監儀軌가 남아 있지 않아 都監 책임자의 구성을 자세히 알 수는 없으나 功臣에게 頒賜된 功臣敎軸․功臣畵像 등의 제작과 賜物 준비, 儀軌 편찬 등을 처리한 錄勳都監의 堂上과 郎廳 등이 이 그림 속의 등장인물일 것으로 보인다. 이들 20 여 명의 都監 官員 외에도 이 그림에는 건물 밖에 서 있는 하급 관원․무용수들과 시중드는 기녀, 악공, 악사 등이 40 여 명 그려져 있다. 이들인물들은 이전 시기의 契會圖 속인물보다 비교적 자유로운 표정과 자세를 하고 있다.
契會圖 하부에는 원래 참석자의 명단과 간단한 인적사항이 적힌 座目이 있었을 것이나 현재는 없고, 대신 『白沙集』에도 ‘題錄勳都監宴會圖’라는 제목으로 그 내용이 실려 있는 白沙 李恒福의 讚詩가 있다. 讚詩의 내용은 다음과 같다.

珍甘恩賜下凌煙 귀한 음식이 임금의 은혜로 凌煙閣에 내려지니

法府笙歌會衆仙 法府의 음악과 노래 속에 뭇 신선들이 모였네

誰識漢庭蕭相國 漢나라 조정의 相國蕭何가

愧將文墨誤居先 文墨을 가지고 맨 앞에 잘못 선 것을 부끄러워함을 그 누가 알겠는가

萬曆癸丑○

○白沙○○○

于蘆原村舍

이 그림은 그림 일부가 剝落되어 그 부분에 加筆, 加彩한 흔적이 있지만 그림의 원래 모습을 이해하는데 무리가 없고, 朝鮮 中期 契會圖의 변천양상 및 시대상의 변화를 이해할 수 있게 해 준다는 점에서 의의가 있다. 또한 조선 중기의 연회의 모습, 연회에서의 연주자 및 악기 배열 양상, 춤사위, 복식 등을 알게 해 주는 자료라는 점에서도 일정한 의의를 가진다.

## 참고 문헌
- 녹훈도감 선사어선 연회도 - 국가유산청 국가유산포털